# Estádio José Carlos Daudt
O Estádio José Carlos Daudt é um estádio de atletismo localizado na cidade de Porto Alegre, capital do estado do Rio Grande do Sul, pertence à SOGIPA, tradicional clube porto-alegrense, foi inaugurado em 1944 e tem capacidade para 5.000 pessoas. Possui pista sintética oficial de atletismo, inaugurada em 2003, única entre clubes particulares no país, com 400 metros de extensão e oito raias é igual à do Estádio Nacional de Pequim.